# Jimmy Choo
Dato' Jimmy Choo, il cui nome di nascita è Jimmy Choo Yeang Keat (in scrittura cinese: 周仰杰; Penang, 15 novembre 1948), è uno stilista malese che produce prodotti di lusso con sede a Londra, molto famoso per le sue scarpe femminili prodotte dall'azienda omonima.

## Carriera
Cittadino della Malaysia, Jimmy Choo discende dall'etnia Hakka cinese. Nato a Penang da una famiglia di produttori di scarpe, Choo realizzò il suo primo paio all'età di 11 anni. Dopo aver studiato presso il  Cordwainers' Technical College ed essersi laureato nel 1983, nel 1986 apre il suo laboratorio ad Hackney per la realizzazione di scarpe, nella parte Est di Londra, ristrutturando un vecchio edificio di un ospedale.
Nel 1988 la rivista Vogue dedica un servizio di otto pagine alle creazioni di Jimmy Choo, che unitamente alla sponsorizzazione di Diana Spencer, principessa del Galles, contribuisce a far diventare Choo uno dei fashion designer più popolari al mondo e gli permette nel 1996 di fondare la Jimmy Choo Ltd in società con Tamara Mellon, editrice di Vogue.
Nell'aprile 2001, Choo vende la sua percentuale del 50% della società per un valore di dieci milioni di dollari, concentrandosi unicamente sulla linea Jimmy Choo Couture, sotto licenza della Jimmy Choo Ltd. La linea londinese, conosciuta anche come Jimmy Choo prêt-à-porter o, semplicemente, Jimmy Choo, rimane sotto la competenza di Tamara Mellon. Le collezioni di Jimmy Choo si sono allargate per includere nelle proprie linee anche accessori, borse, occhiali da sole e profumi.

## Premi
- 2000: Titolo di Dato', assegnatogli dal sultano di Pahang in Malaysia per i suoi risultati.
- 2002: Ufficiale dell'Ordine dell'Impero Britannico, titolo assegnatogli dalla Regina Elisabetta II, come ringraziamento per i suoi servigi all'industria della moda nel Regno Unito.
- 2004: Premio Darjah Setia Pangkuan Negeri, ricevuto dalla sua città d'origine Penang[3]